# Лауреана-ди-Боррелло

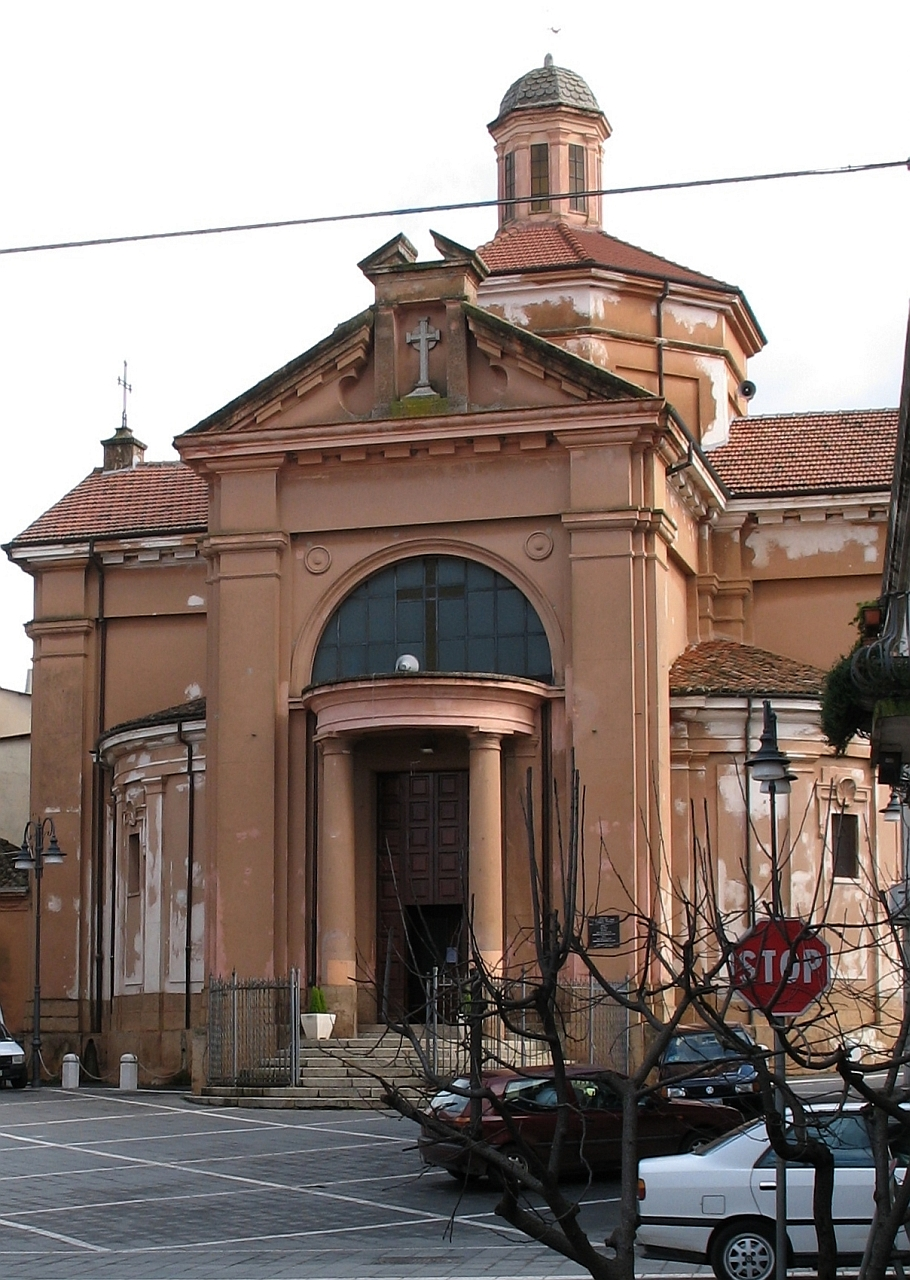
Городской собор

Лауреана-ди-Боррелло (итал. Laureana di Borrello) — коммуна в Италии, располагается в регионе Калабрия, подчиняется административному центру Реджо-Калабрия.
Население составляет 5709 человек, плотность населения составляет 163 чел./км². Занимает площадь 35 км². Почтовый индекс — 89023. Телефонный код — 0966.
Покровителем населённого пункта считается святой Григорий Чудотворец. Праздник ежегодно празднуется 17 ноября.
Лауреана-ди-Боррелло граничит с Кандидони, Феролето-делла-Кьеза, Галатро, Розарно, Сан-Пьетро-Ди-Карида, Серрата.

## Галерея

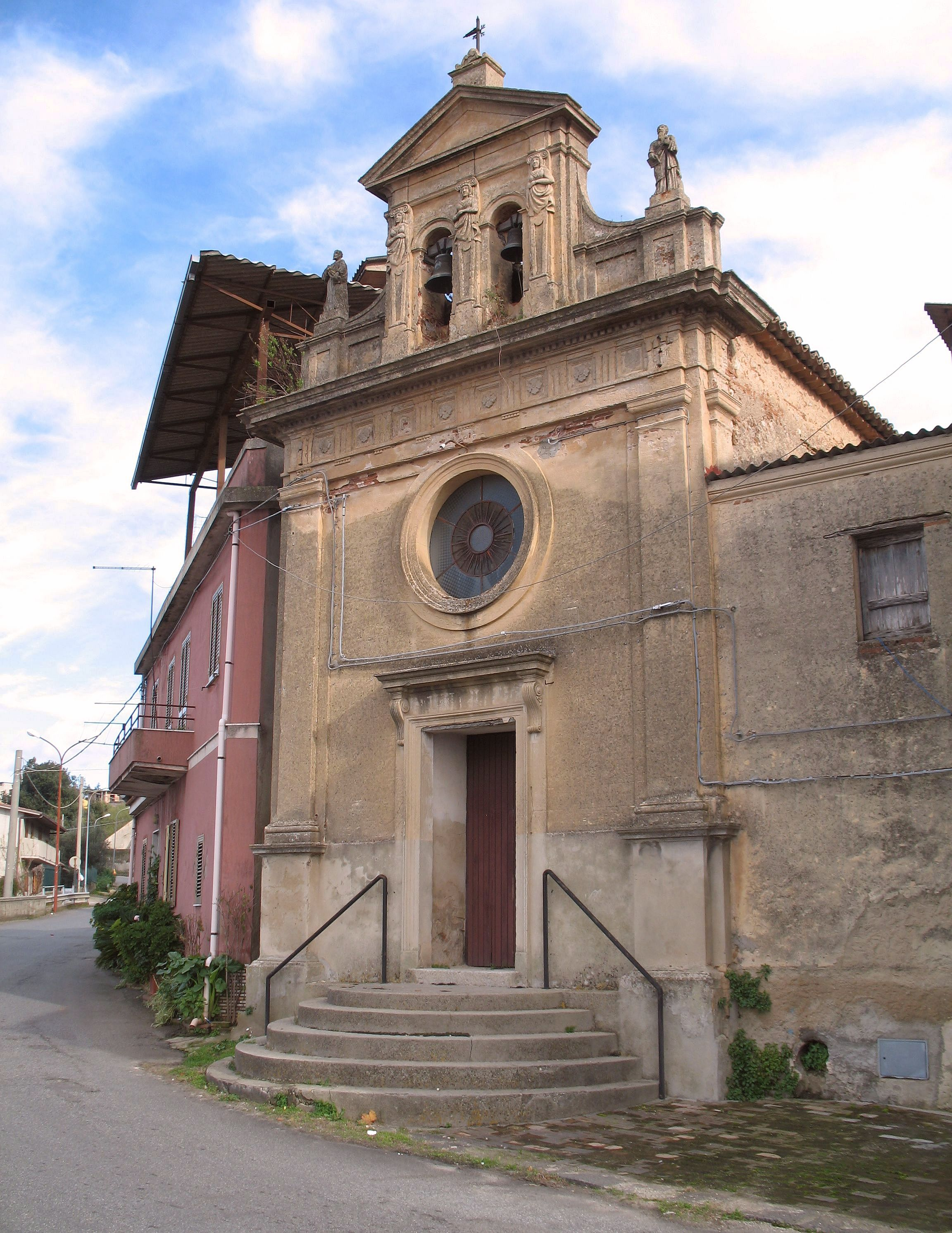
Chiesa San Francesco di Paola
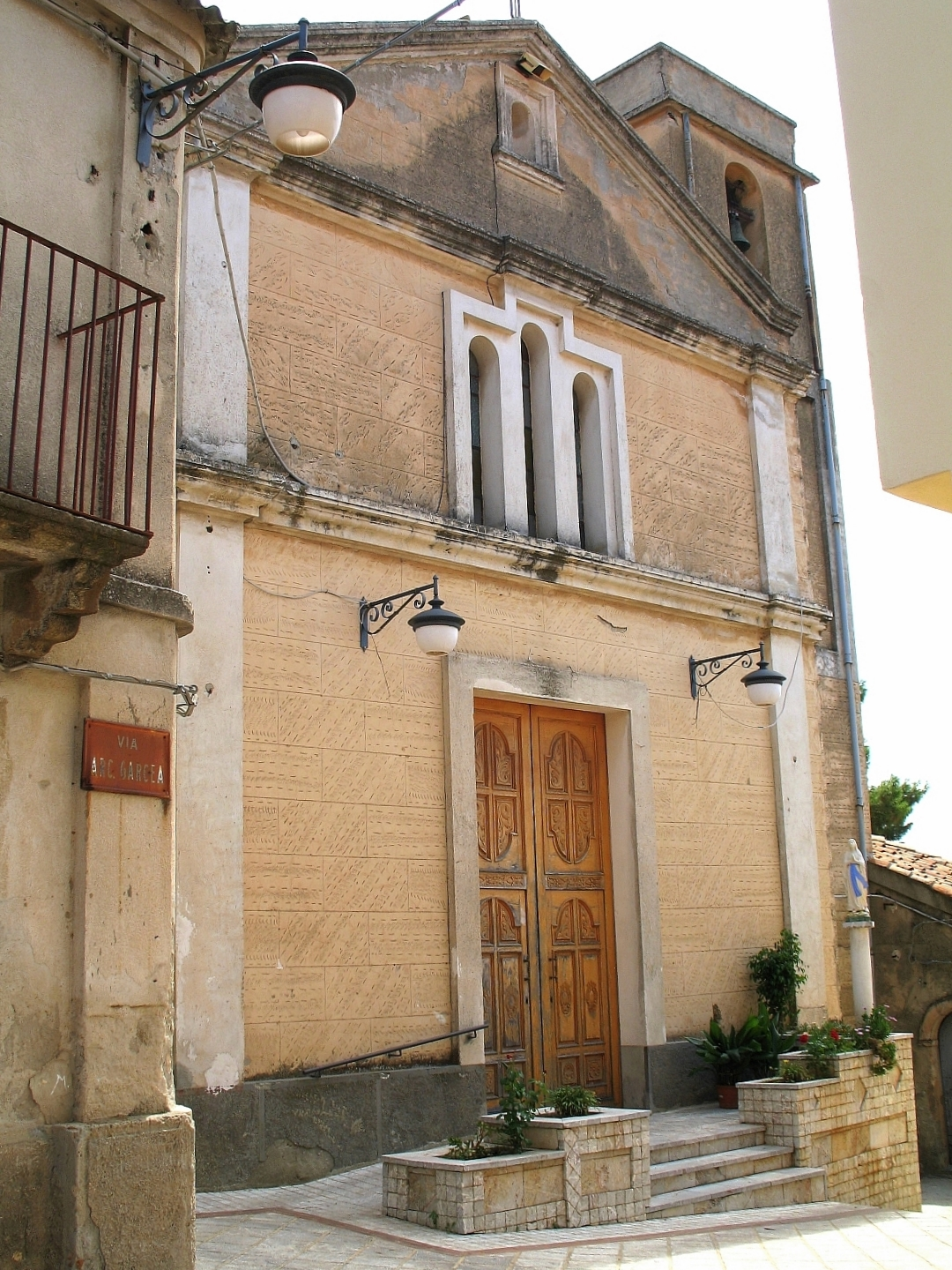
Храм святого Илии
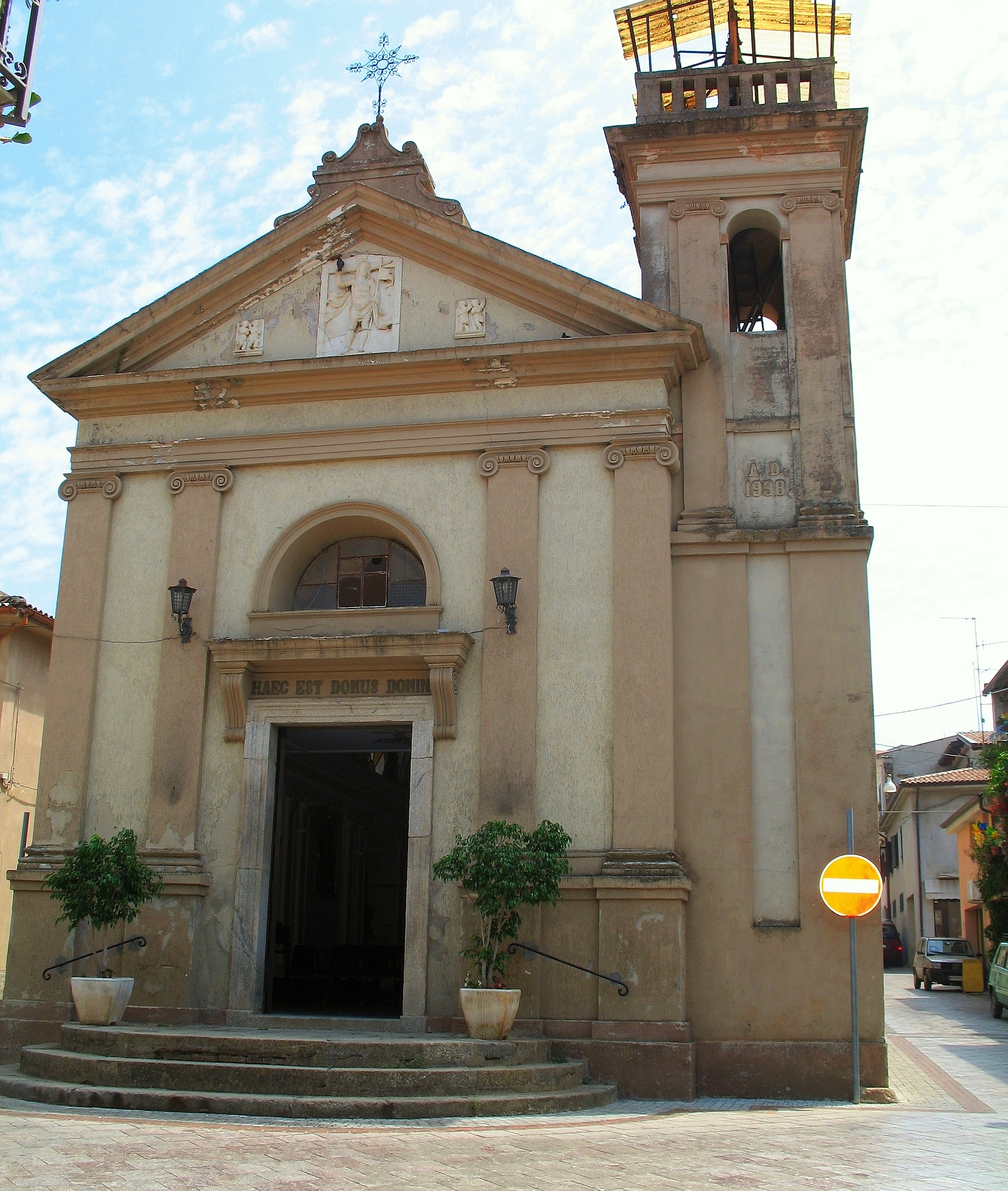
Храм святого Петра
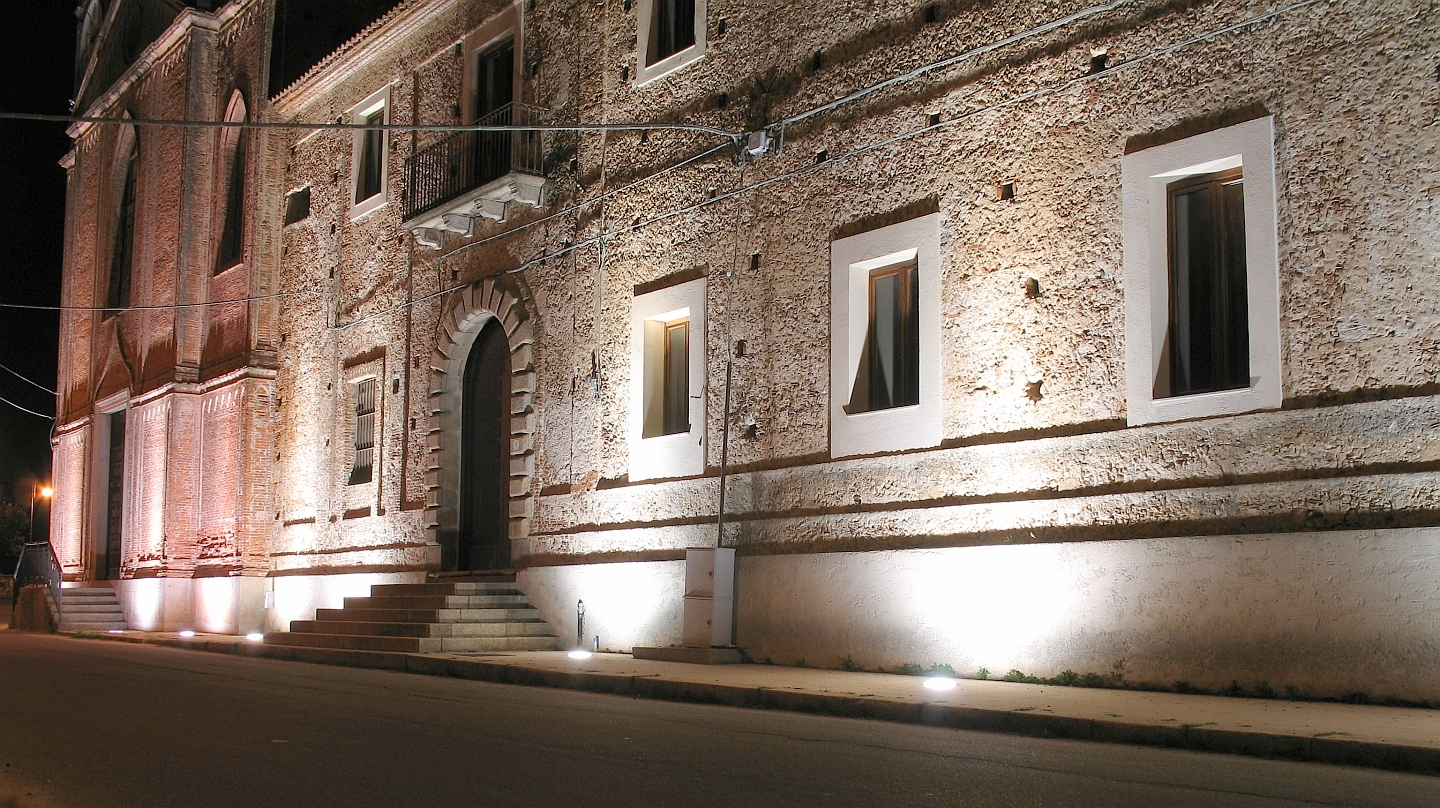
(Lauro)
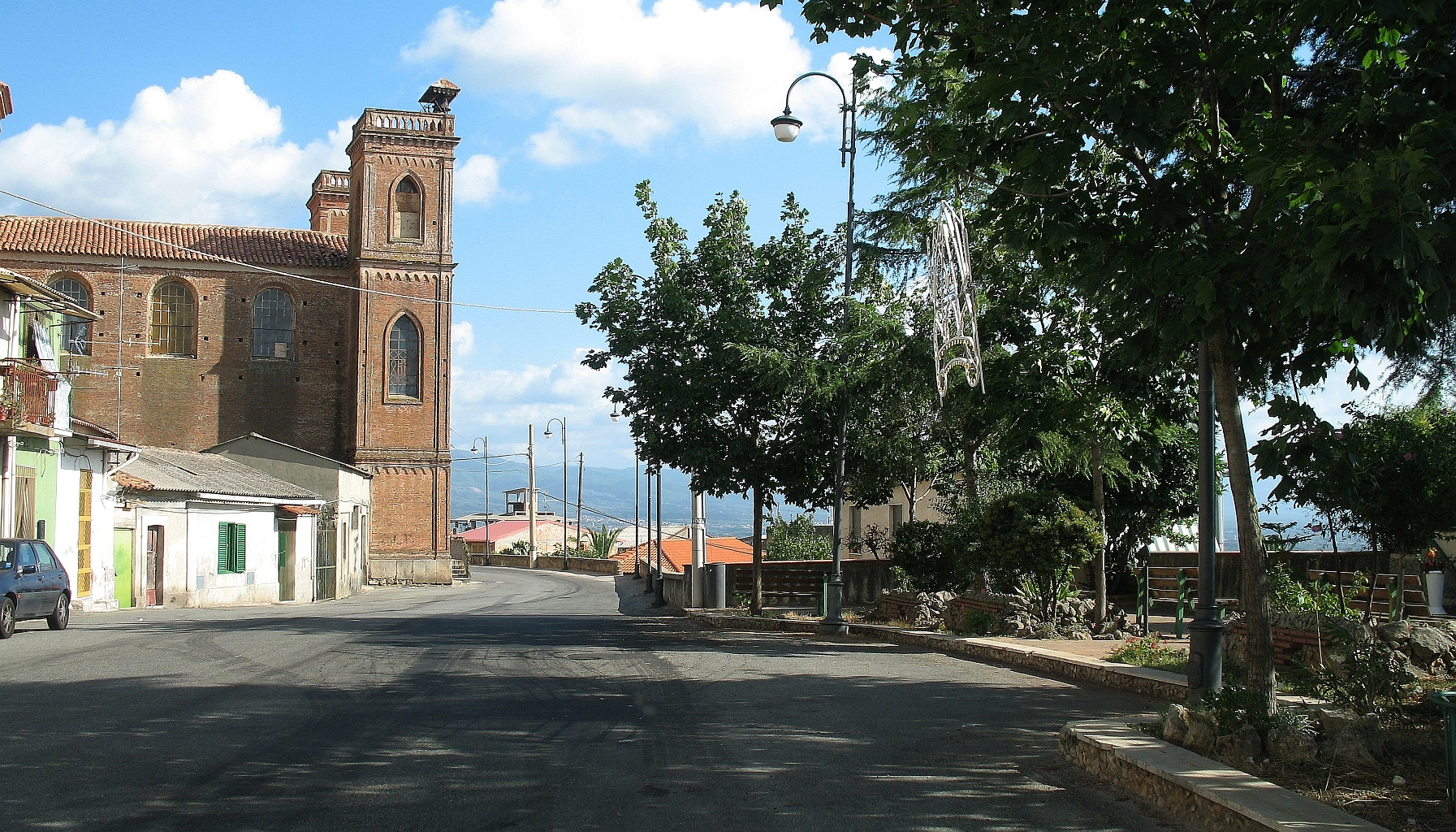
Via Belvedere: S.Antonio
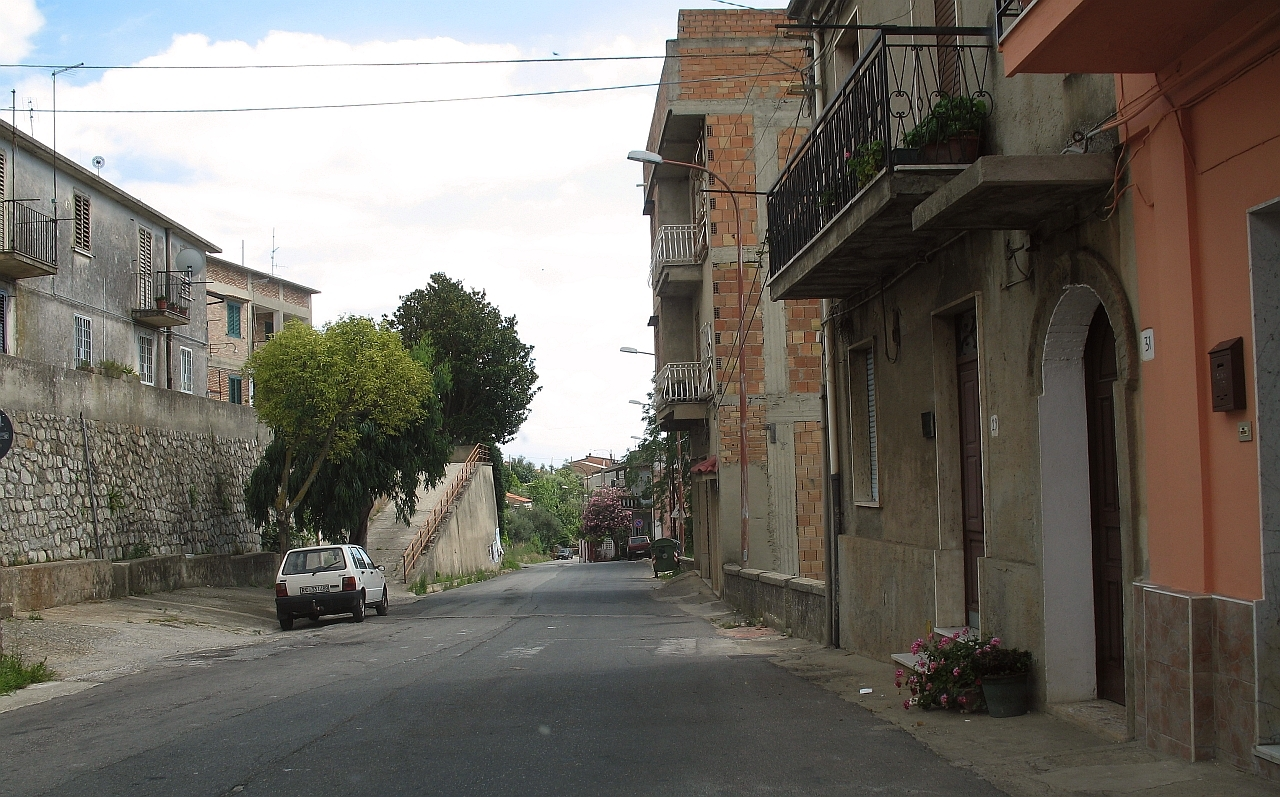
Bellantone Via S.Anna